# متحف أورسي

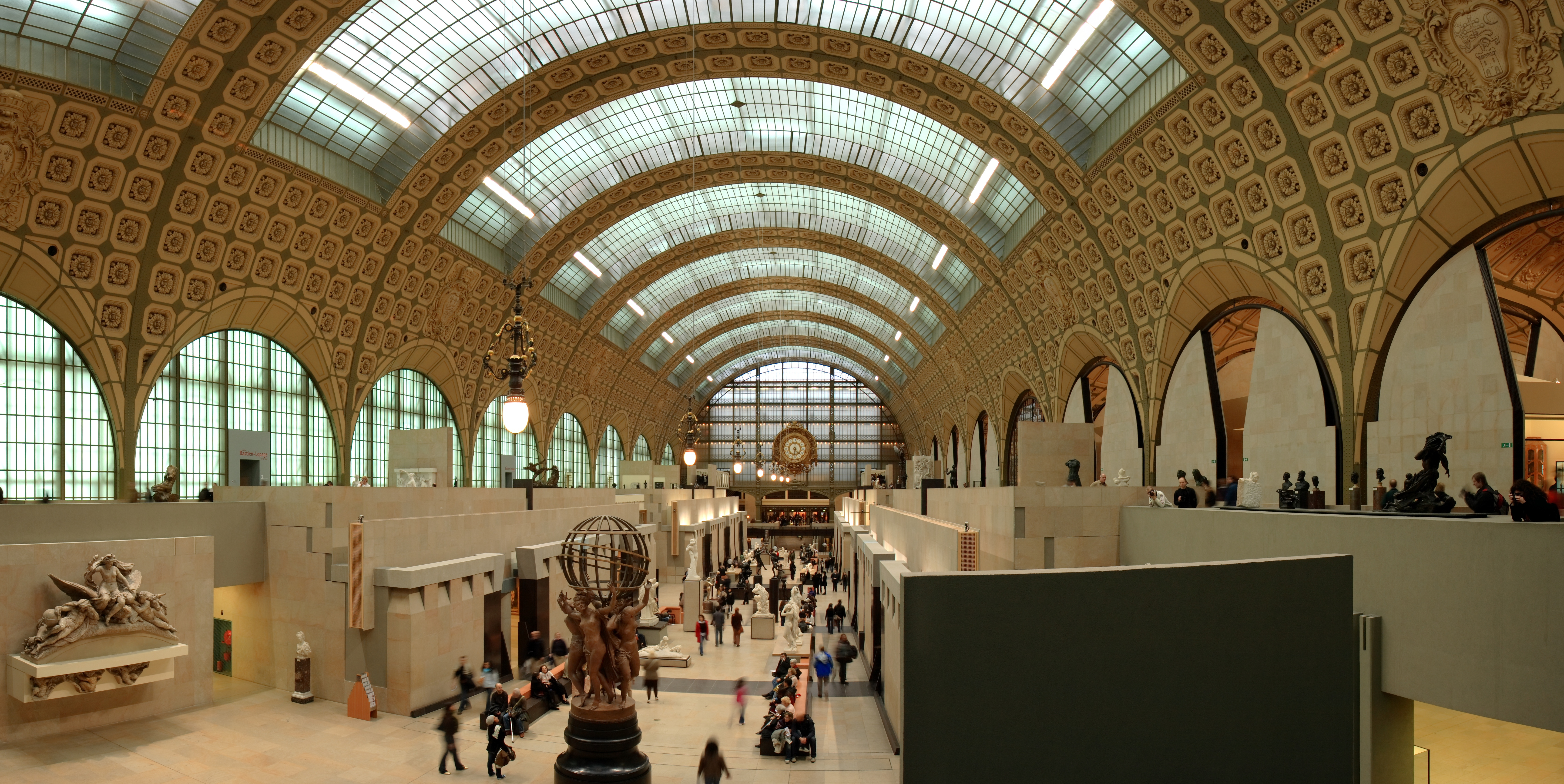
منظر للمتحف من الداخل

متحف أورسي (بالفرنسية:Musée d'Orsay). هو متحف في باريس بفرنسا على الضفة الغربية لنهر السين. ومقره محطة سابقة للسكة الحديد في العاصمة الفرنسية وهي محطة Gare d'Orsay. يحوي المتحف في معظمه أعمال من الفن الفرنسي. تؤرخ منذ 1848 حتى 1915 بما فيها لوحات، منحوتات، أثاث وصور الفن الرفيع الفوتوغرافية. ولعل أشهر مايحويه النفائس والقطع النادرة للوحات الفن الانطباعي لفنانين من المشاهير أمثال كلود مونيه ورونوار. العديد من هذه اللوحات تم عرضها أولا في Galerie nationale du Jeu de Paume سابقا لافتتاح المتحف في 1986.

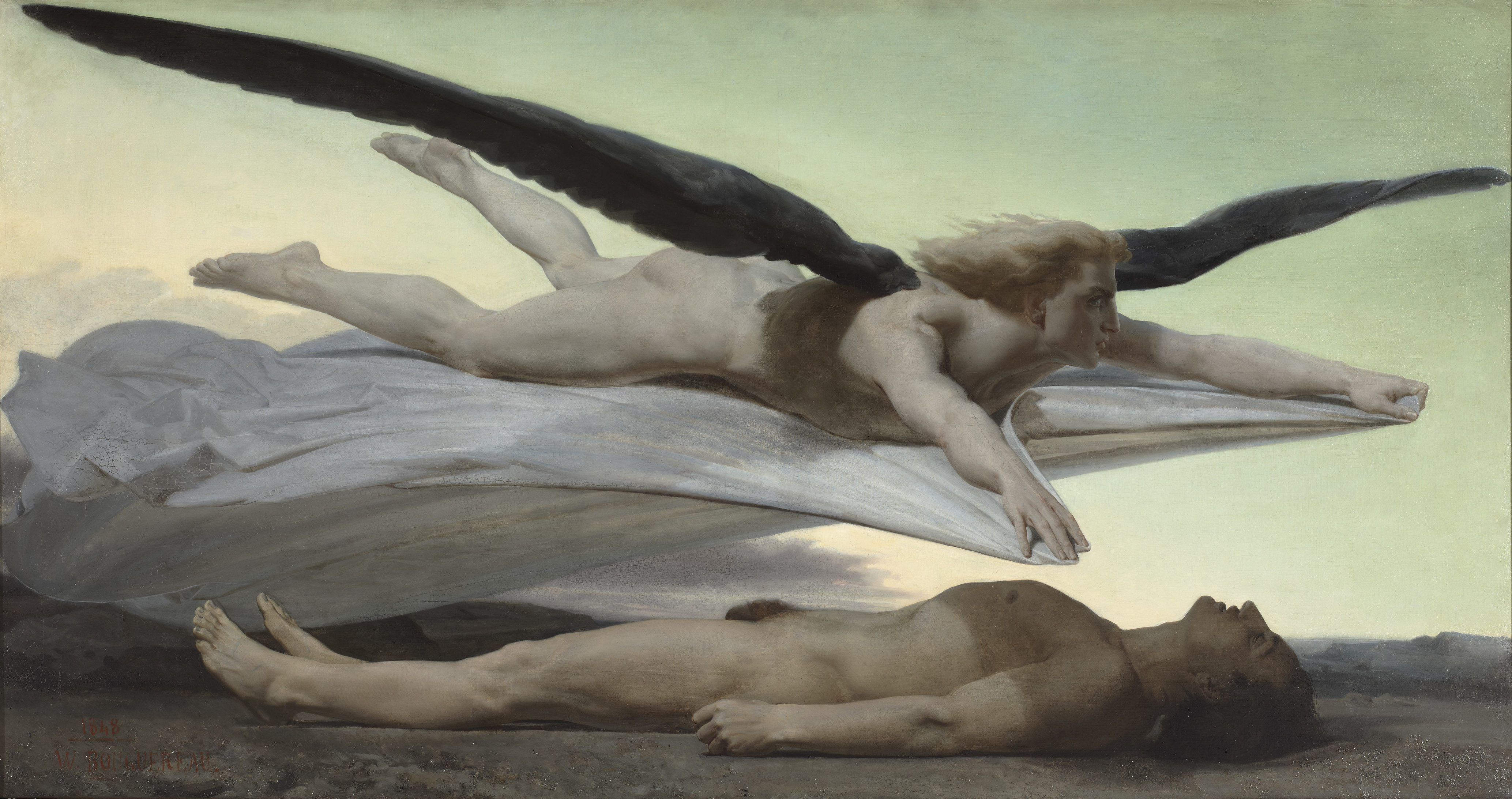
المساواة أمام الموت بريشة ويليام بوغيرو 1848. متحف أورسي في باريس.

## تاريخ

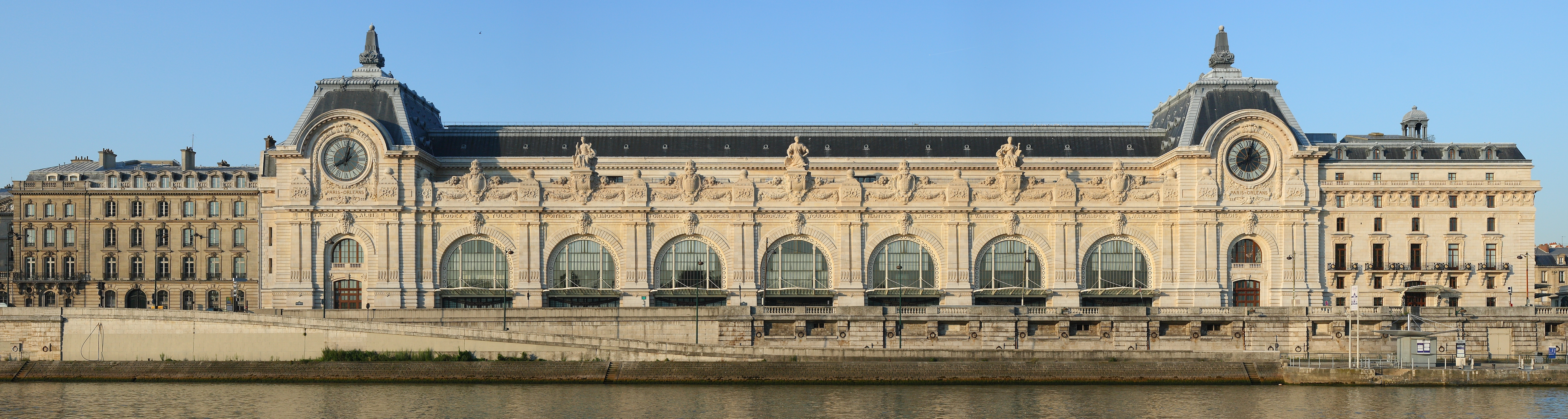
متحف اورسويه كما يرى من الجهة اليمنى من نهر السين

مبني المتحف كان في الأساس محطة سكة حديد في وسط باريس Gare d'Orsay. قام ببناء المحطة شركة CF Paris-Orléans وتم الانتهاء من بنائها في وقت المعرض العالمي الذي استضافته باريس في 1900 "Exposition universelle de 1900" حيث قام بتصميمها ثلاثة معماريين. وكانت محطة النهاية للقطارات القادمة من جنوب غرب فرنسا حتى 1939.
في 1939 لم يعد رصيف المحطة ملائما للقطارات الطويلة التي كانت تستعمل في الخطوط الرئيسية. بعد 1939 تم استعمال المحطة لخطوط خدمات الضواحي، كما صار جزء منه مركزا للبريد أثناء الحرب العالمية الثانية. تم استخدامها لاحقا كموقع لتصوير أفلام سينمائية عدة كالفيلم المقتبس عن رواية «المحاكمة» "Der Process" لفرانتس كافكا ومن إخراج اورسن ولز. كما تم اغلاق فندق المحطة "Hôtel Drouot" في 1 يناير 1973.

## التحول لمتحف

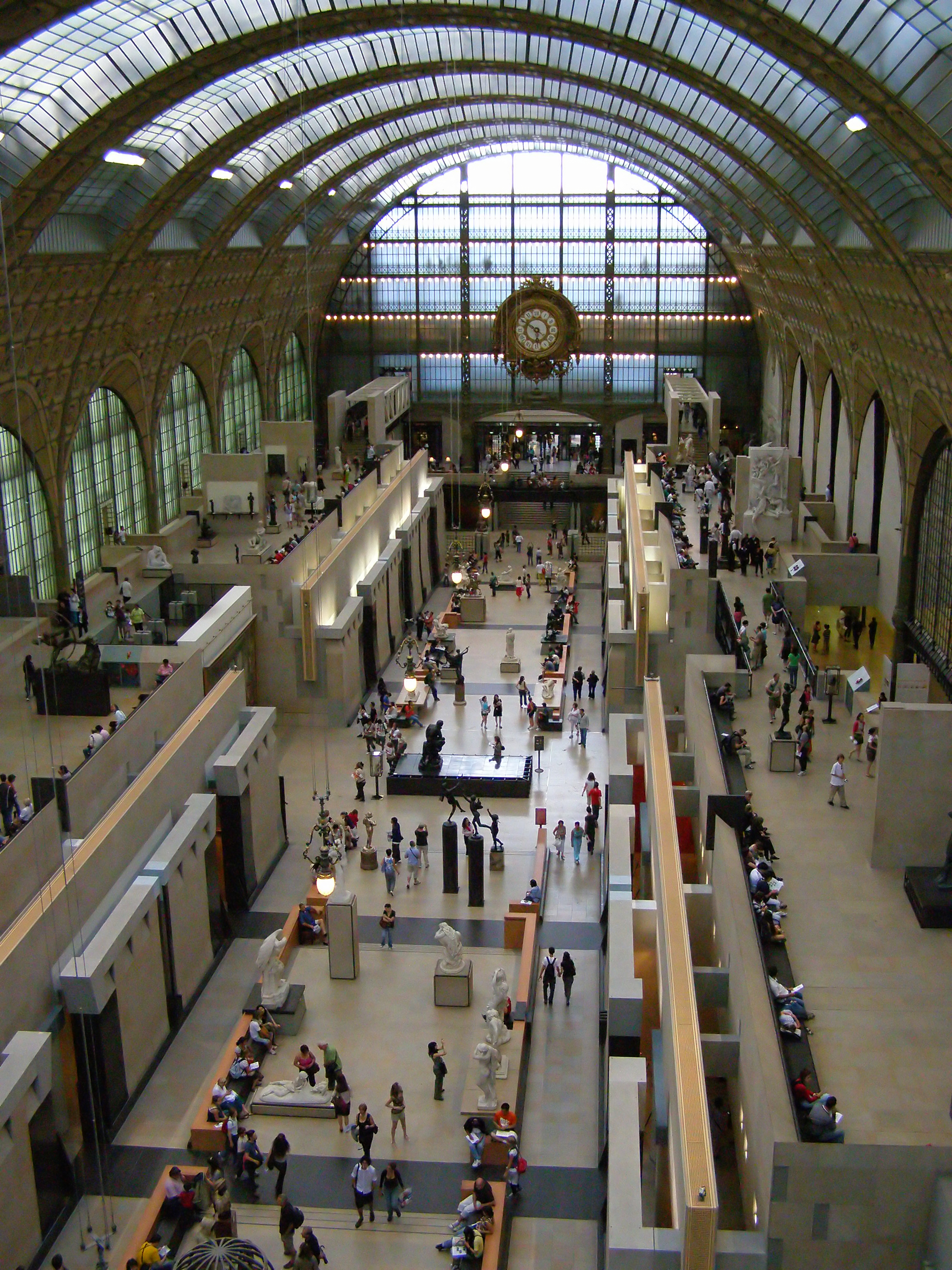
المتحف من الداخل.

في العام 1977 قررت الحكومة الفرنسية تحويل المحطة إلى متحف وقامت بالأعمال الانشائية شركة Bouygues الصناعية. تضمن العمل خلق مامساحته 20,000 كيلومتر مربع في 4 طوابق. تم افتتاح المتحف الجديد بواسطة الرئيس الفرنسي الراحل فرانسوا ميتران في 1 ديسمبر 1986.
وضع في زوايا المتحف ستة مجموعات من التماثيل تمثل القارات الست، كان قد تم نحتها لتوضع في المعرض العالمي في باريس العام 1878 "Exposition universelle de 1878".

## المعروضات
من معروضات المتحف:

ملهى لو مولين دو لاغاليت 1876

- لوحة ملهى لو مولان دو لاغاليت "Bal au moulin de la Galette" التي رسمها بيير أوغوست رينوار العام 1876.
- التفاح والبرتقال "pommes et aux oranges"التي رسمها باول سازان العام 1899.
- سماء ملئ بالنجوم فوق الراين "Nuit étoilée sur le Rhône" لفينسنت فان غوخ العام 1888.
- لوحة الأم ويسلر، 1874. رسمها الفنان الأمريكي جيمس ويسلر.

## المشاركون باللوحات الفنية
- جان أوغست دومينيك—4 لوحات
- أوجين ديلاكروا—5 لوحات
- تيودور كاسيريو—5 لوحات
- غوستاف كوربيه—48 لوحة
- جان فرانسوا الدخن—27 لوحة
- جان باتيست كميل كورو—32 لوحة
- يوهان- لوحة
- ألكسندر
- دي كيلر
- بيير دي شافان Puvis --
- غوستاف مورو—8 لوحات
- أونوريه دومييه—8 لوحات
- يوجين بودين—33 لوحة
- كاميل بيسارو—46 لوحة
- إدوار مانيه—34 لوحة
- إدغار ديغا—43 لوحة
- بول سيزان—56 اللوحات
- كلود مونيه—86 لوحات
- فريدريك بازيل—6 لوحات
- ماري كاسات—لوحة واحدة
- أوغست رينوار بيير—81 لوحة
- غوستاف كايبوت—7 لوحات
- إدوار—لوحة واسمها الحلم
- فينسنت فان غوخ—24لوحة،
- بول غوغان—24 لوحات من بينهم نساء تاهيتي على شاطئ البحر
- هنري دي تولوز لوتريك، -- 18 لوحات
- يوجين جانسون—لوحة
- هنري ادمون الصليب—10 بما في ذلك لوحات وأشجار السرو في كاين
- بول—لوحات من بينهم نساء في بئر
- ثيو فان Rysselberghe—6 لوحات
- فيليكس Vallotton—Misia على طاولة خلع الملابس
- جورج بيير سورا—19 بما في ذلك لوحات السيرك
- إدوار Vuillard—70 لوحات
- هنري روسو—3 لوحات
- بيير بونار—60 بما في ذلك لوحات وبلوزة متقلب
- بول Sérusier—وتاليسمان، نهر آون في بوا كوت العمور
- موريس دينيس—بورتريه للفنان في سن الثامنة عشر، الأميرة Maleine في رقصة كلاسيكية أو مارت العزف على البيانو، والأشجار الخضراء أو أشجار الزان في Kerduel، أكتوبر ليلة (لوحة لتزيين غرفة الطفلة)
- أندريه ديرين—تشارنج الصليب جسر، المعروف أيضا باسم جسر ويستمنستر
- إدوارد مونش—1 اللوحة
- غوستاف كليمت—1 اللوحة
- بييت موندريان—2 لوحات
- جيمس مكنيل ويسلر — 3 لوحات بما في ذلك الترتيب في رمادي وأسود: والدة الفنان، المعروف أيضا باسم الأم ويسلر
- وليام Bouguereau أدولف—ولادة فينوس
- سيسيليا بيكس—سيتا وساريتا (جين الاتحاد الأفريقي Fille الدردشة)

## صور

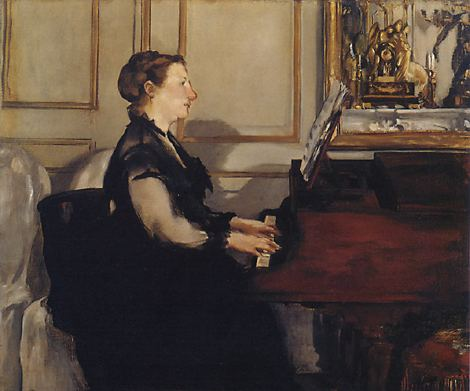
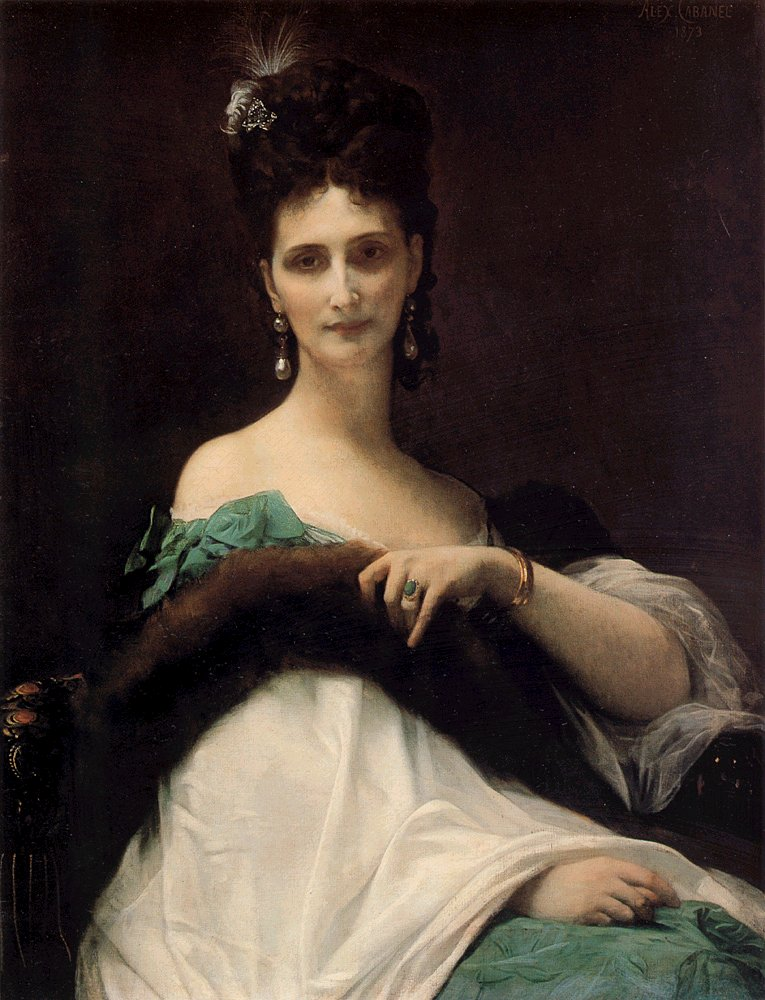
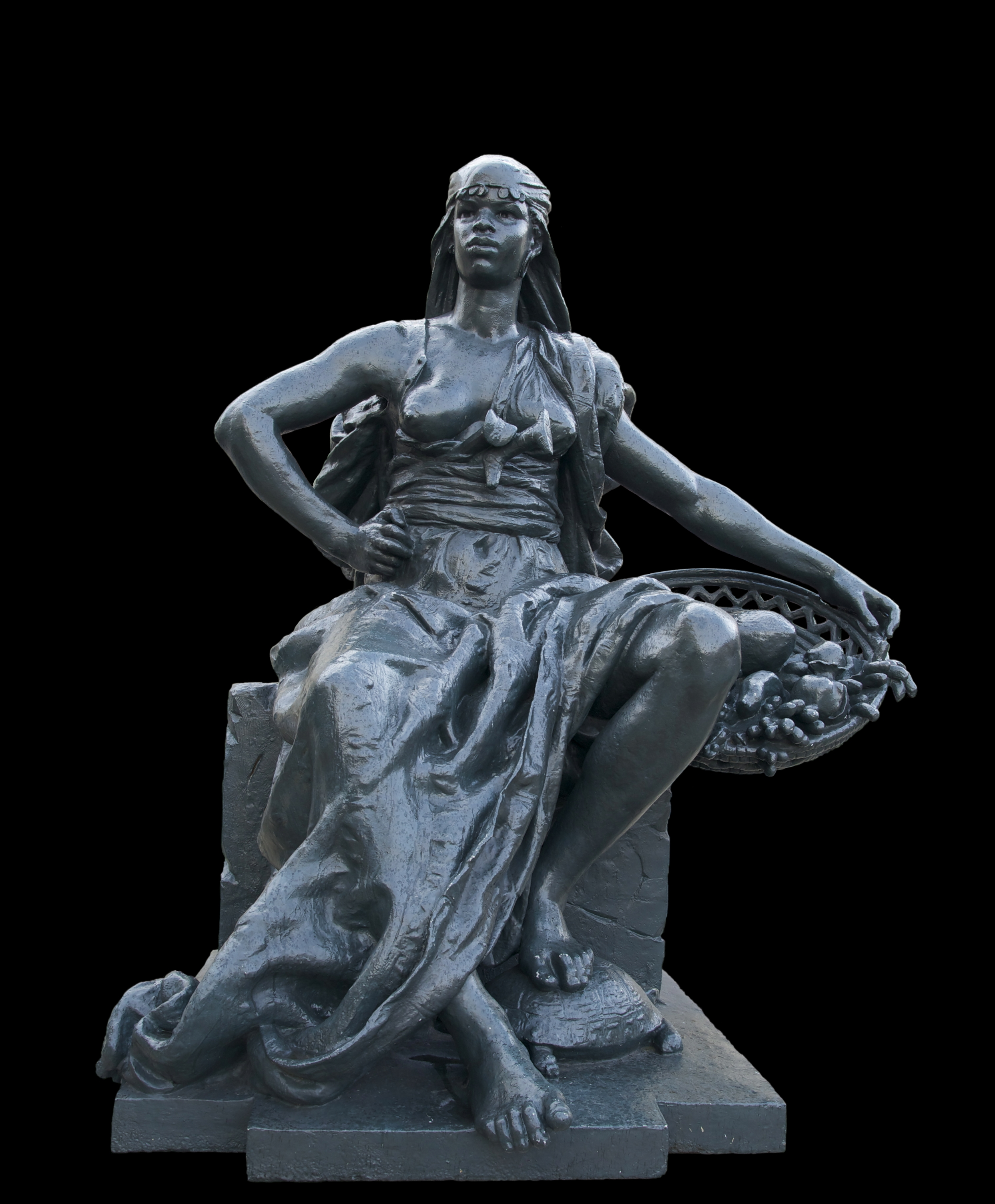
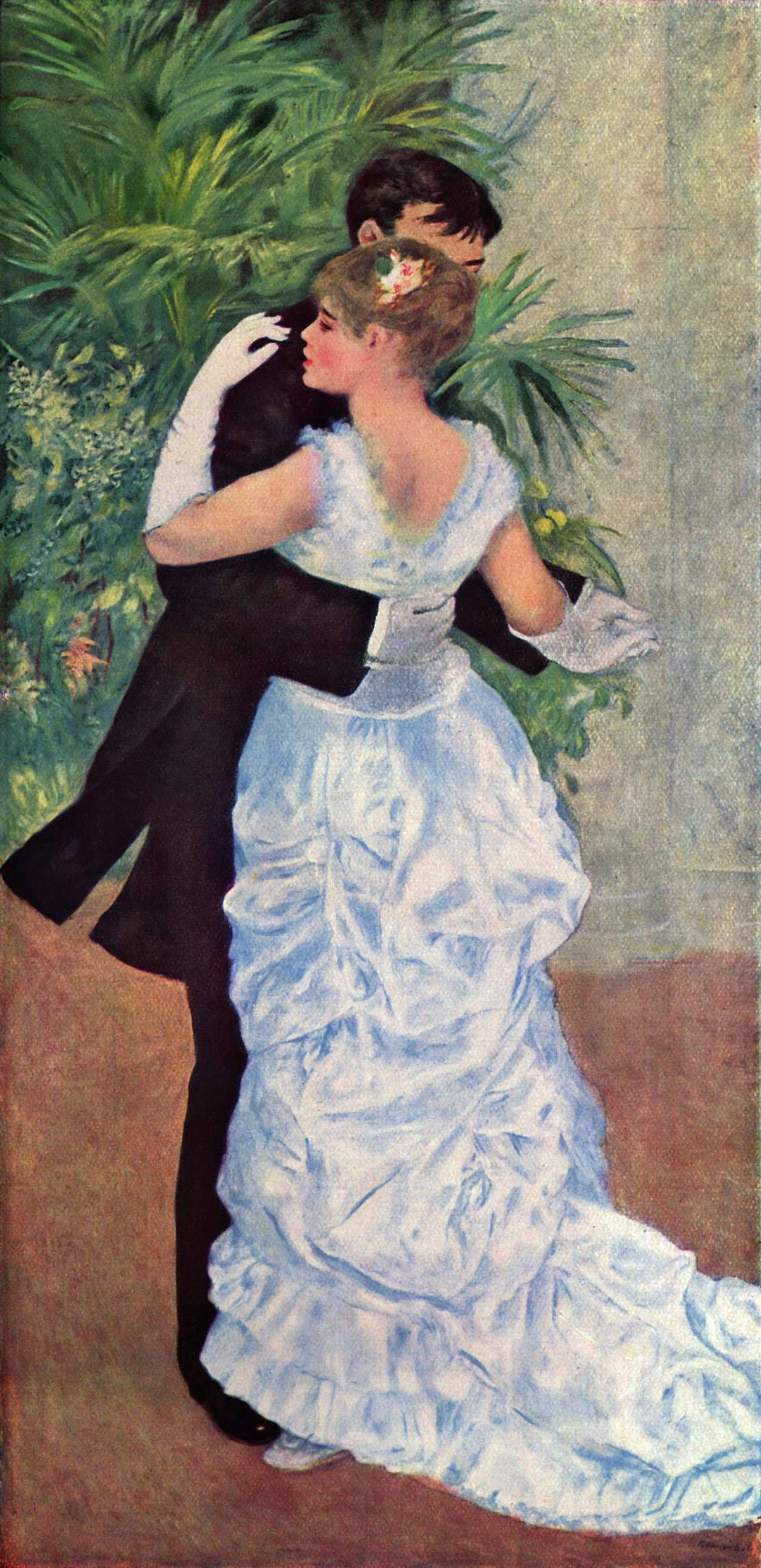

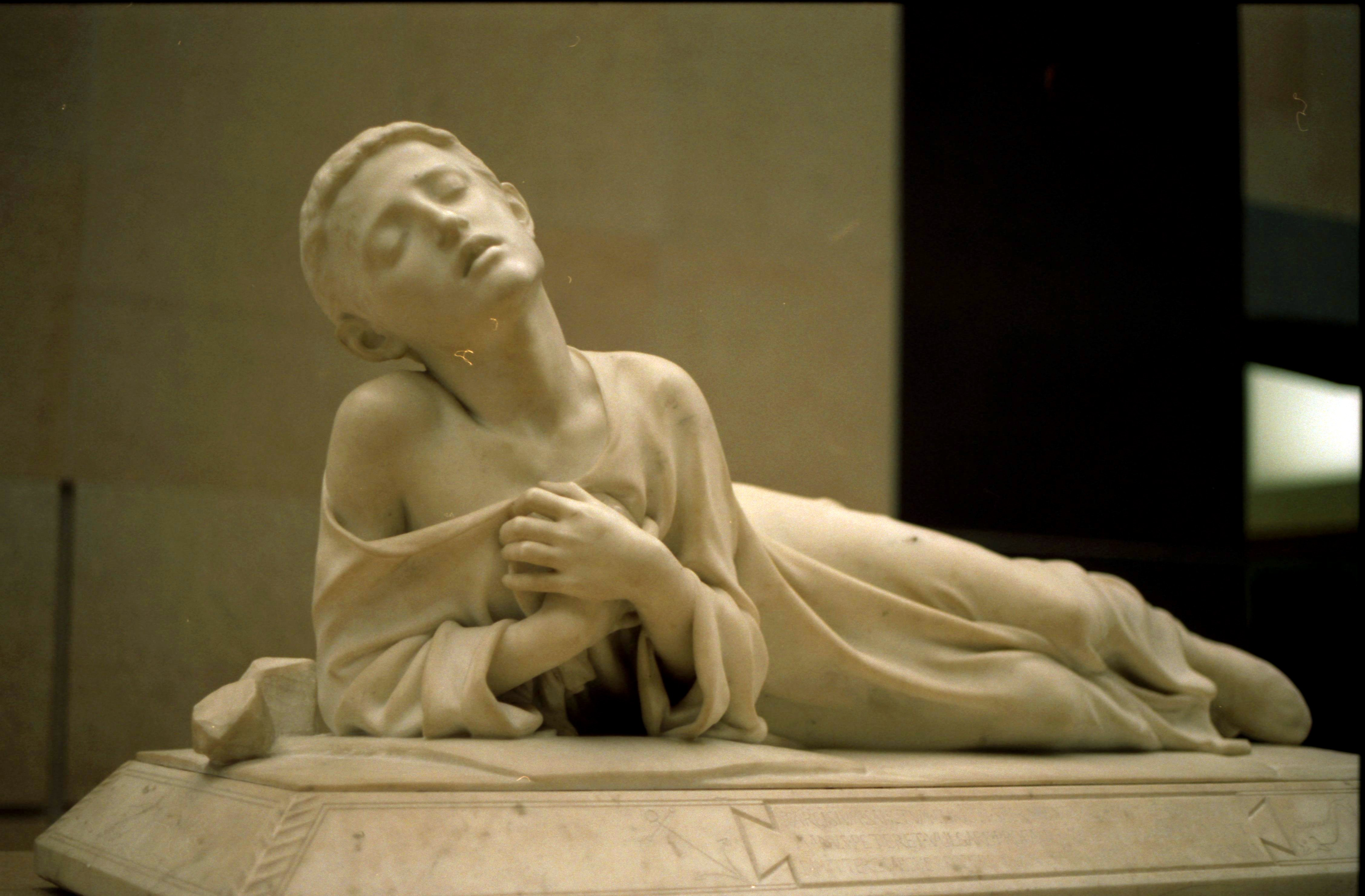
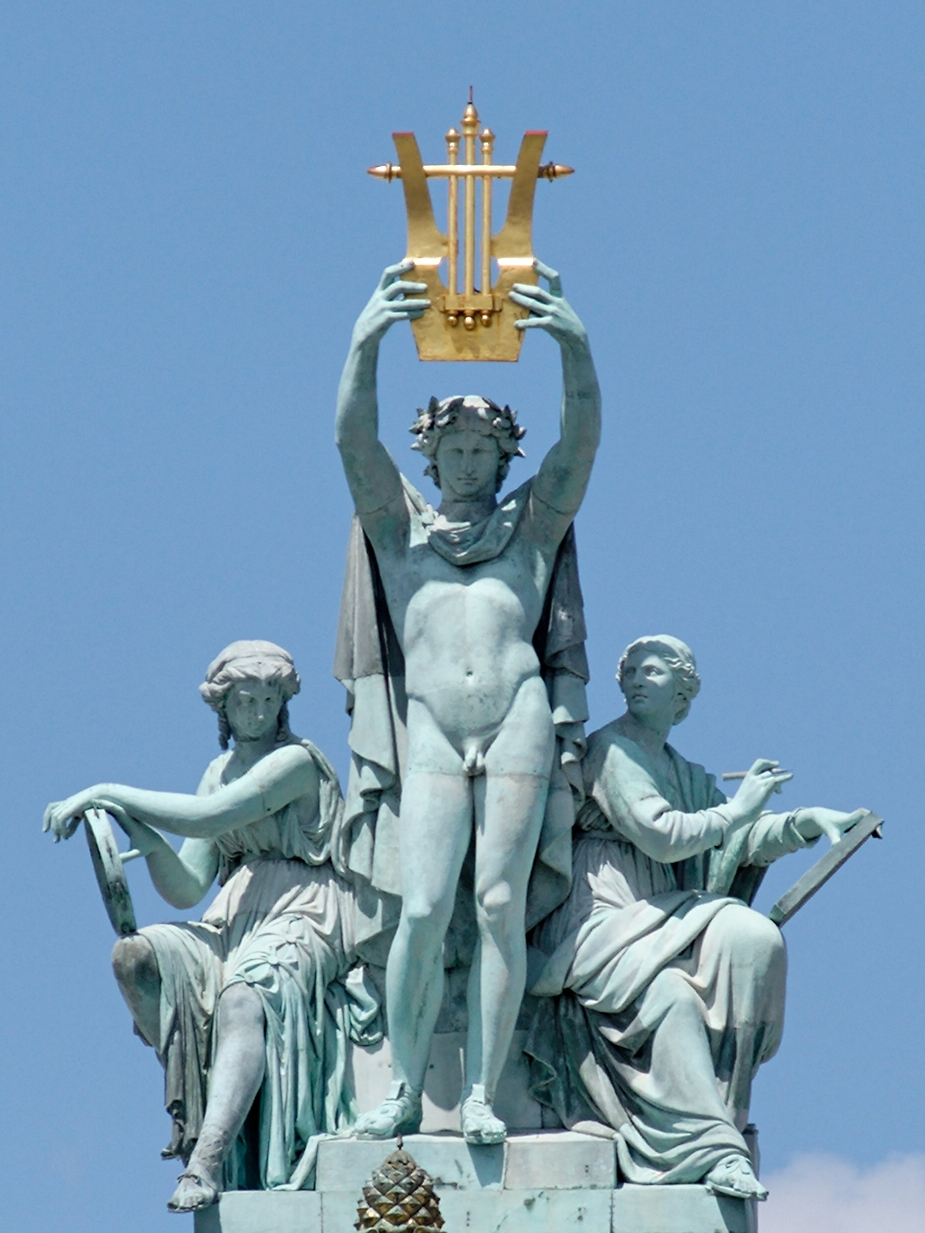
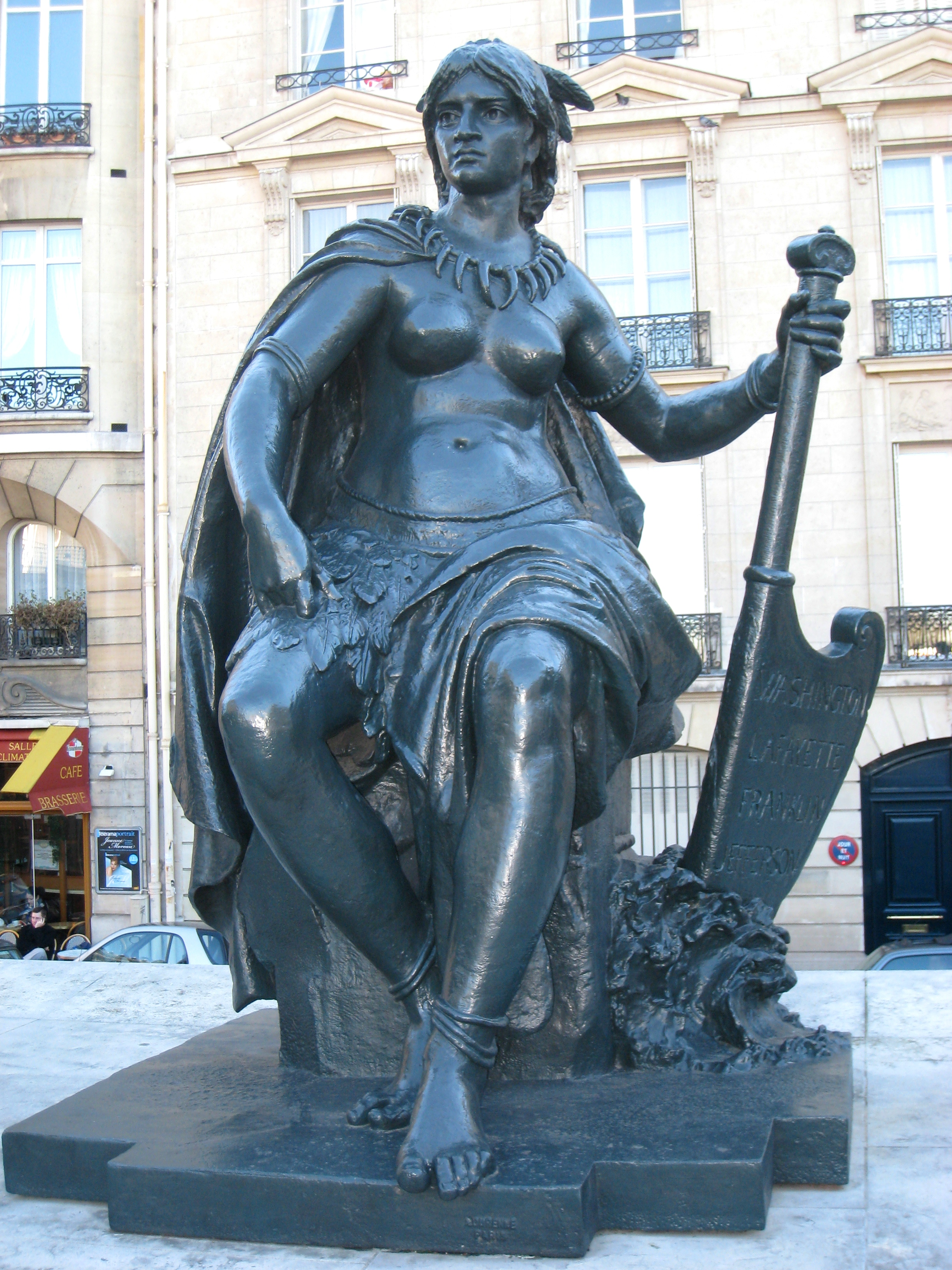

## وصلات خارجية
- الموقع الرسمي
- معرض للصور نسخة محفوظة 27 ديسمبر 2009 على موقع واي باك مشين.
- صور ومعلومة نسخة محفوظة 29 أبريل 2009 على موقع واي باك مشين.
- صور للمتحف